# Даухінген
Даухінген (нім. Dauchingen) — громада в Німеччині, знаходиться в землі Баден-Вюртемберг. Підпорядковується адміністративному округу Фрайбург. Входить до складу району Шварцвальд-Бар.
Площа — 10,04 км2. Населення становить 3836 ос. (станом на 31 грудня 2020).